# Monochamus leucosticticus
Monochamus leucosticticus là một loài bọ cánh cứng trong họ Cerambycidae.